# بودولتس
بودولتس (به آلمانی: Bodolz) یک شهر در آلمان است که در لینداو واقع شده‌است. بودولتس ۳٬۱۳۰ نفر جمعیت دارد.